# من يؤنس السيدة؟
من يؤنس السيدة؟ رواية للكاتب والصحافي الفلسطيني محمود الريماوي. صدرت الرواية لأوّل مرة عام 2009 عن دار فضاءات للنشر والتوزيع في عمّان. ودخلت في القائمة الطويلة للجائزة العالمية للرواية العربية لعام 2010، المعروفة باسم «جائزة بوكر العربية».

## حول الرواية
بعد أن ترك آخر أولادها العشّ، تجد الأرملة «أم زورقي» نفسها وحيدة بدون أيّ شخص يخفّف عنها وحدتها ما عدا «أم عوني»، جارتها وصديقة عمرها وسلحفاة وجدتها في الشارع. السلحفاة تصبح اهتمامها الوحيد وتعلو عدة استفهامات: هل سيعتقد البعض بأنها قد جنّت؟ هل مقبول أن تبقي السلحفاة معها؟ وماذا سيفكّر أولادها عن هذا المخلوق الصغير عندما يأتون للزيارة؟ «من يؤنس السيدة؟» تُسرد بلسان الأرملة العجوز القلقة، جارتها «أم عوني» – التي تشهد جنونها – وأخيرًا صوت السلحفاة الغامض.